# Río Luyanó
El río Luyanó es un curso fluvial cubano que recorre 13 km del oeste de la isla.
Nace en los límites del municipio capitalino de San Miguel del Padrón con el municipio del Cotorro, al sureste de la provincia de La Habana y fluye hacia el noroeste, desembocando en la Bahía de La Habana. Su cuenca hidrográfica es de 28,42 km. 
Este río es considerado la principal fuente de contaminación de la bahía, debido a que en su trayectoria recorre zonas industrializadas y además recibe las aguas albañales de los municipios que atraviesa. No obstante en los últimos años se ha iniciado un proceso de limpieza de las aguas, ya que está comprobado por estudios científicos la pobre calidad de las mismas, debido a que los índices de contaminación superan los estándares admisibles.
El Luyanó posee 7 afluentes, siendo el más importante de ellos es el río Martín Pérez de 7 km, el cual también desemboca en la bahía habanera. La cuenca hidrográfica del "Martín Pérez" es de 13,67 km, siendo el segundo menor río del municipio. 
El nombre del río Luyanó es de origen indígena y da su nombre a los repartos colindantes de "Luyanó" y "Luyanó Moderno".